# Kurumi Inagawa
Kurumi Inagawa (Japans: 稲 川 くるみ) (Obihiro, 17 april 1999) is een Japans langebaanschaatsster.
In 2018 werd zij wereldkampioene op de 500 meter op de Wereldkampioenschappen schaatsen junioren.

## Persoonlijke records[4]
| Afstand    | Tijd    | Datum            | Baan    |
| ---------- | ------- | ---------------- | ------- |
| 500 meter  | 37,24   | 26 januari 2025  | Calgary |
| 1000 meter | 1.15,98 | 17 februari 2024 | Calgary |
| 1500 meter | 2.18,93 | 10 februari 2013 | Obihiro |
| 3000 meter | 5.03,20 | 24 november 2012 | Obihiro |

## Resultaten
| Jaar | WK Afstanden       | WK Junioren     |
| ---- | ------------------ | --------------- |
| 2018 |                    | 500m · 7e 1000m |
|      |                    |                 |
| 2023 | 10e 500m           |                 |
| 2024 | 10e 500m 18e 1000m |                 |
| 2025 | 16e 500m           |                 |